# مانولیتا پینیا

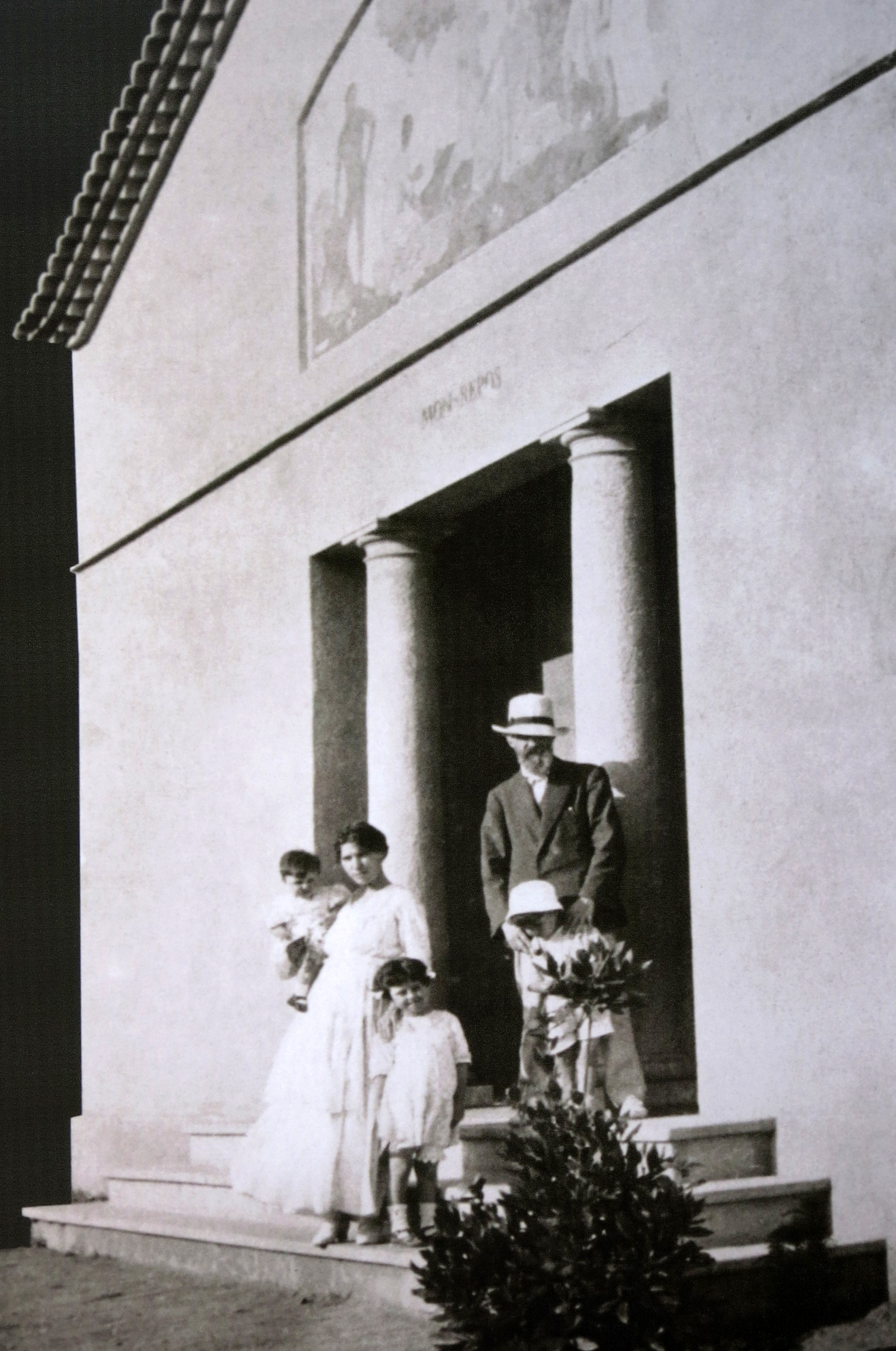
مانولیتا پینیا تورس-گارسیا و خانواده، ۱۹۱۶

مانولیتا پینیا تورس-گارسیا (اسپانیایی: Manolita Piña‎؛ ‏ ۲۴ فوریهٔ ۱۸۸۳ – ۱۱ ژوئن ۱۹۹۴) با نام خانوادگی دوشیزگی روبیس نقاش و ابرصدساله اهل اروگوئه بود. او در اروگوئه به «دونیا مانولیتا» مشهور بود.
پینیا همسر نقاش اروگوئه‌ای خواکین تورس گارسیا بود. او را «همدم جدایی ناپذیر» تورس گارسیا می‌دانستند که همسرش را در کنفرانس‌ها و نمایشگاه‌ها همراهی کرد و از تمام تلاش‌های هنری او حمایت نمود. از بسیاری جهات، پینیا تورس «همچون سایه او» بود. او بنیان‌گذار «موزه تورس گارسیا» در مونته‌ویدئو بود.

## زندگی‌نامه
پینیا در ۲۴ فوریه ۱۸۸۳ در بارسلون اسپانیا به دنیا آمد. پینیا به‌طور کلاسیک توسط والدین ثروتمند خود آموزش دید و تا اواخر عمرش پیانو می‌نواخت.
او در ۲۰ اوت ۱۹۰۸ با خواکین تورس گارسیا در بارسلون ازدواج کرد. او و همسرش در بسیاری از شهرهای قارهٔ اروپا و همچنین شهر نیویورک در ایالات متحده آمریکا زندگی کردند و سپس در مونته ویدئو ساکن شدند.
آثار هنری پینیا همراه با آثار هنری همسرش، توسط «امیلیو اِینا» جمع‌آوری شده است. امیلیو اِینا هنر پینیا را خلاقانه و زیبا توصیف می‌کند، اما پینیا پس از ازدواجش کشیدن نقاشی را متوقف کرد. پینیا بیان می‌کند که نقاشی را متوقف کرد تا نقاش بهتری از شوهرش نشود یا مزاحم کار او نشود، که در زمان او و در فرهنگ او برای خانواده‌شان شرم‌آور بود. او احساس می‌کرد که اگرچه کشیدن نقاشی را متوقف کرده است، اما نظر او در مورد هنر همیشه مورد استقبال قرار می‌گیرد. احتمال دارد که وی هز از چند گاهی دست به خلق آثار هنری جدیدی زده باشد، چرا که مثلاً در کتابی به نام یادداشت‌هایی در مورد هنر به قلمِ تورس گارسیا (۱۹۱۳) نمونه‌هایی استادانه از چاپ چوبی وجود دارد.
او می‌گوید که سیاست یکی از معدود مواردی بود که با شوهرش بر سر آن دعوا می‌کرد. او بابت کمک به هنرمندانی که از آزار و شکنجه سیاسی رنج می‌بردند، شهرت داشت. دو تن از نوه‌های او زندانی و تبعیدی بودند و مأموران خانه‌اش را برای یافتن آنها تفتیش کردند. پینیا نیز به دلیل وحشیگری که علیه هنر در آنجا مرتکب شدند، مانند تخریب نقاشی‌های دیواری، از بازگشت به بارسلون خودداری کرد. او در سن ۱۱۱ سالگی درگذشت و تاریخ مرگش ۱۱ ژوئن ۱۹۹۴ است که او را به پیرترین فرد اروگوئه در آن زمان تبدیل کرد.

## میراث
در سال ۱۹۵۱، پینیا گروهی هنری را در مونته‌ویدئو بنیان نهاد به نام «مائوتیما» (مخفف نام شرکت کنندگان، مانولیتا، اوتیلیا، ایفیجینایا و ماریا آنخلیکا) که به آثار گل‌دوزی و پرده‌های نگارین اختصاص داشت.
پینیا یک مجموعه‌دار خستگی‌ناپذیر آثار همسرش بود و بعداً به ترویج بسیاری از آثار پیشین او کمک کرد. او همچنین آثار او را فهرستی از بیش از ۳۵۰ قطعه هنری تهیه کرد. پینیا احساس کرد که پس از مرگ شوهرش، باید میراث فرهنگی او را تضمین کند و بنابراین در سن ۱۰۶ سالگی موزه ای را برای نمایش و حفظ هنر و میراث شوهرش ایجاد کرد. پینا تورس بنیادی را هم برای حمایت از «موزه تورس گارسیا» بنیان نهاد و به تأسیس موزه کمک کرد که نخستین بار در ۲۹ ژوئیه ۱۹۵۳ افتتاح شد. این موزه سرگذشت طولانی و دشواری را پشت سر گذاشت تا اینکه دولت اروگوئه تثبیت شد و موزه به شکل کنونی خود در سال ۱۹۸۶ افتتاح شد. پینیا به خاطر اشتیاق و قدرت کارش در جهت ایجاد این موزه شهرت و اعتبار داشت. او علاوه بر ایجاد موزه و بنیاد مربوط به آن، آرشیوی را نیز برای مستندسازی زندگی هنری همسرش راه‌اندازی کرد. او اغلب موضوع مدلی برای آثار پرتره همسرش و موضوع نقاشی‌های دیگر هنرمندانی چون رافائل باراداس هم بود.
پینیا پس از مرگ در سال ۲۰۰۰ توسط بنیاد فرهنگی «کایشا تراسا» در بارسلون مورد تقدیر قرار گرفت.